# 미나미노 하루미
미나미노 하루미(일본어: 南野 遥海, 2004년 5월 13일~)는 일본의 축구 선수이다.

## 구단 경력
그는 2022년 J1리그의 감바 오사카에 입단했다. 2023년 J3리그의 테게바자로 미야자키로 임대 이적했다. 2023년 리그 38경게 출전하여 10득점을 기록했다. 2024년 J2리그의 도치기 SC로 임대 이적했다. 2025년 감바 오사카로 복귀했다.